# أورينج (مانغا)
أورينج (باليابانية: オレンジ، بالروماجي: Orenji) (بالإنجليزية: Orange)‏ هي سلسلة مانغا يابانية من تأليف ورسم إيتشيغو تاكانو، نشرت في عام 2012 في مجلة Bessatsu Margaret، ثم انتقلت إلى مجلة Monthly Action في عام 2016. أنتجت إلى مسلسل أنمي تلفزيوني من قبل استوديو Telecom Animation Film، عرض الأنمي في 3 يوليو عام 2016 واستمر عرضه حتى 25 سبتمبر عام 2016، وتكون من 13 حلقة.

## القصة
تدور أحداث القصة عن ناهو تاكاميا، هي فتاة في السنة الثانية في المدرسة الثانوية، تتلقى رسائل مرسلة من نفسها بعد 10 سنوات من المستقبل.

## الشخصيات
ناهو تاكاميا (باليابانية: 高宮菜穂، بالروماجي: Takamiya Naho)
مؤدية الصوت: كانا هانازاوا
كاكيرو ناروسي (باليابانية: 成瀬翔، بالروماجي: Naruse Kakeru)
مؤدي الصوت: سييتشيرو ياماشيتا
هيروتو سوا (باليابانية: 須和弘人، بالروماجي: Suwa Hiroto)
مؤدي الصوت: ماكوتو فوروكاوا
تاكاكو تشينو (باليابانية: 茅野貴子، بالروماجي: Chino Takako)
مؤدية الصوت: ريكا كينوغاوا
ساكو هاغيتا (باليابانية: 萩田朔، بالروماجي: Hagita Saku)
مؤدي الصوت: كازويوكي أوكيتسو
أزوسا موراساكا (باليابانية: 村坂あずさ، بالروماجي: Murasaka Azusa)
مؤدية الصوت: ناتسومي تاكاموري
ريو أويدا (باليابانية: 上田莉緒، بالروماجي: Ueda Rio)
مؤدية الصوت:أياني ساكورا

## وصلات خارجية
- موقع المانغا الرسمي باللغة اليابانية
- موقع الأنمي الرسمي باللغة اليابانية
- أورينج على موقع كرانشي رول
- أورينج على موقع ANN manga (الإنجليزية)